# 广州地铁十八号线／二十二号线列车
广州地铁十八号线／二十二号线列车是廣州地鐵8節編組市域D型地铁列车。

## 概述
顾名思义，两款列车分别为广州地铁18号线和22号线而购置，由中车株洲电力机车生产。由于两线工程同时进行，故两款列车同时生产。目前，广州地铁集团共采购了40列列车，其中18号线为25列（200輛），22号线为15列（120輛）。两款列车为广州地铁首款采用8節編組市域D型地鐵列車，亦是广州地铁首款运营时速为160公里的地铁列车。其中十八号线列車內部型號為D1，二十二號線列車內部型號為D2。
两款列车基于同厂研制并制造的CJ6型电力动车组衍生出来的市域D型试制车为基础进行重新设计，具有速度等级高、载客量大、快速起停、快速乘降等特点。
两款列车的首列车于2020年9月25日交付。

## 沿革
- 2017年的环评报告显示，十八号线列车将采用CRH6型动车组[6]，不过后来调整之后，广州地铁集团采用了自行定制的CJ6型列车。
- 2020年9月25日，十八号线/二十二号线列车在22号线陈头岗停车场进行交付仪式[5]，此外同日十八号线列车亦在中车株洲电力机车工厂中的中国中车开放日活动中亮相[7]。
- 2021年3月7日，列车在广州地铁18号线番禺广场至横番区间3号中间风井段成功完成逐级提速试验，运行最高速度达到176 km/h[8]，此前该款列车在3月3日上午在该区间开始热滑试验[9]；随后于5月20日，列车完成18号线首通段（万顷沙至冼村段）内的逐级提速试验[10]。
- 2021年9月28日，列车随18号线首通段开通而投入使用，初期上线15列车投入运营[11]。

## 设计

### 外觀
两款列车造型设计采用富有张力的“飞翼”造型，展示出极致的速度感，体现了广州在粤港澳大湾区破浪前行、砥砺奋进的形象，列车的配色也充分考虑了广州作为粤港澳大湾区中心城市和广东省会城市的重要地位，其中18号线车辆外观以“湾区蓝”为主色调，搭配金色线条点缀，呈现蓝色大海与金色海岸线的和谐呼应；二十二号线车辆则以“琥珀金”作为主色调，搭配“活力橙”腰带，体现出广州内敛而深沉的文化底蕴，以及新时代广州不断焕发新活力，“出新出彩”的初心和使命。
除头车一侧设3对塞拉门供乘客乘降外，中间车一侧则会设4对塞拉门供乘客乘降。

### 内饰
两款列车座椅采用横纵结合布置，座位采用深空灰不锈钢座椅，其中横向座椅采用2+2布局，设置在头尾车厢驾驶室与1门之间及2、3门之间，以及中间车厢1、2门之间及3、4门之间；纵向座椅设置在头尾车厢1、2门之间以及中间车厢2、3门之间侧壁上，与常规地铁线路座椅无异。列车使用不锈钢扶手，扶手偏上部分位置会用红色衬托，每节车厢设置长条形纵座椅的地方均会设有竖直的扶手。此外，每节C车靠近B车的连接处额外设有两条短的纵座椅，每节D车靠近C车的连接处除了额外设有一条纵座椅外亦会设有无障碍空间。
另外，18x041-42和18x043-44列车的两节头车为商务车厢，座椅采用织物软座的设计。其中每节商务车厢两端各有3排横向座位，横向座位采用2+1布局并可调整靠背倾斜角度，座位下方带有220V电源插座和5V的USB插头供乘客使用，每个座位都配有小桌版可供使用。车厢中部为两排纵向座位，一排7座。商务车厢在出厂时曾在车厢中央设有会议桌，但在正式开通时已拆除。
每个车门上方均会采用43寸的LCD显示屏，同时在車廂兩端设有信息显示屏，以提供更直观的线路行车及到站等运营信息。另外，在两个车门之间上方的设有16:9格式车载顯示屏用以播放地铁电视。
此外，客室引入健康照明系统，可根据季节变化调节灯光色温，使车辆更加节能环保。

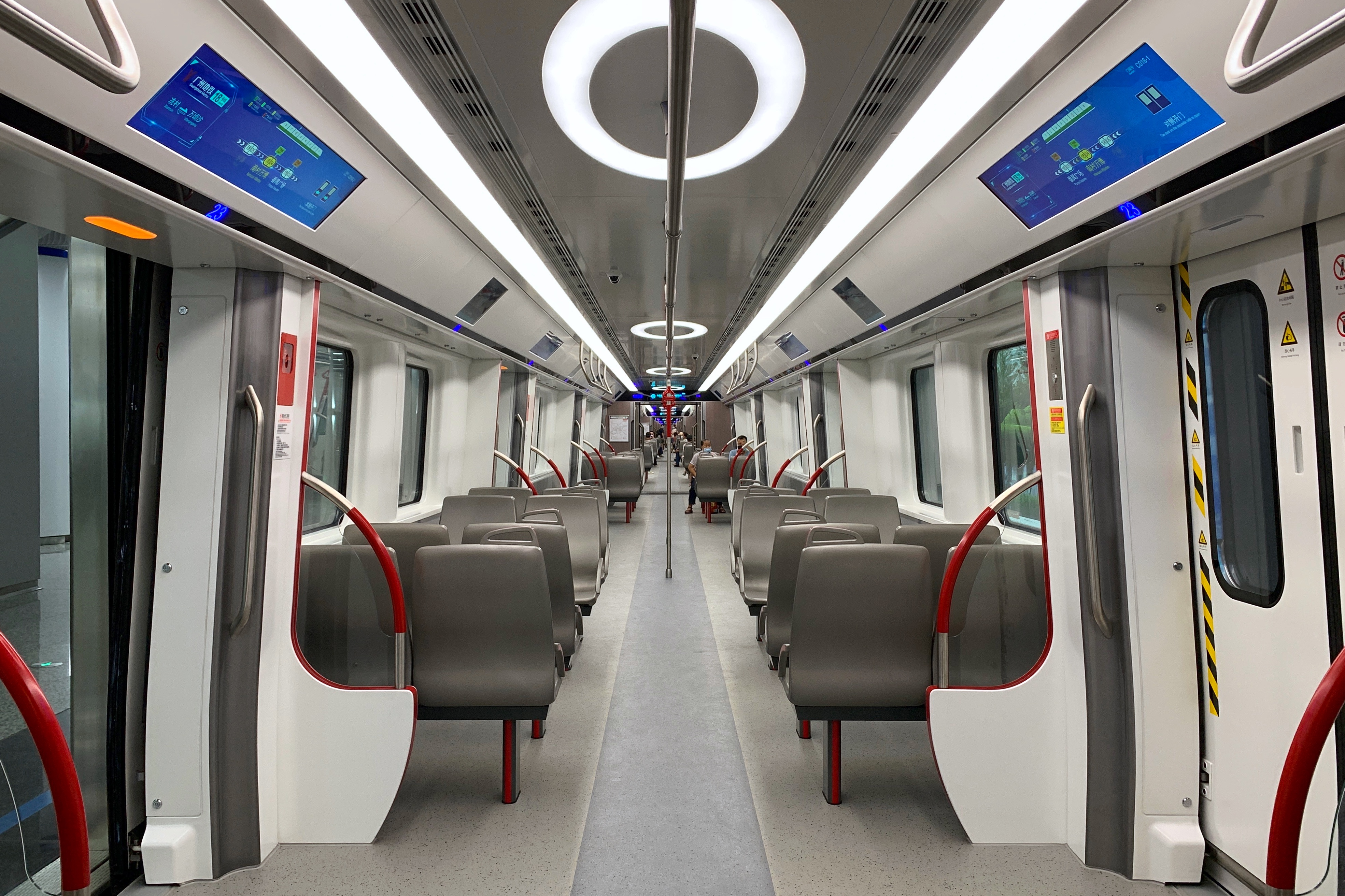
普通车厢内部
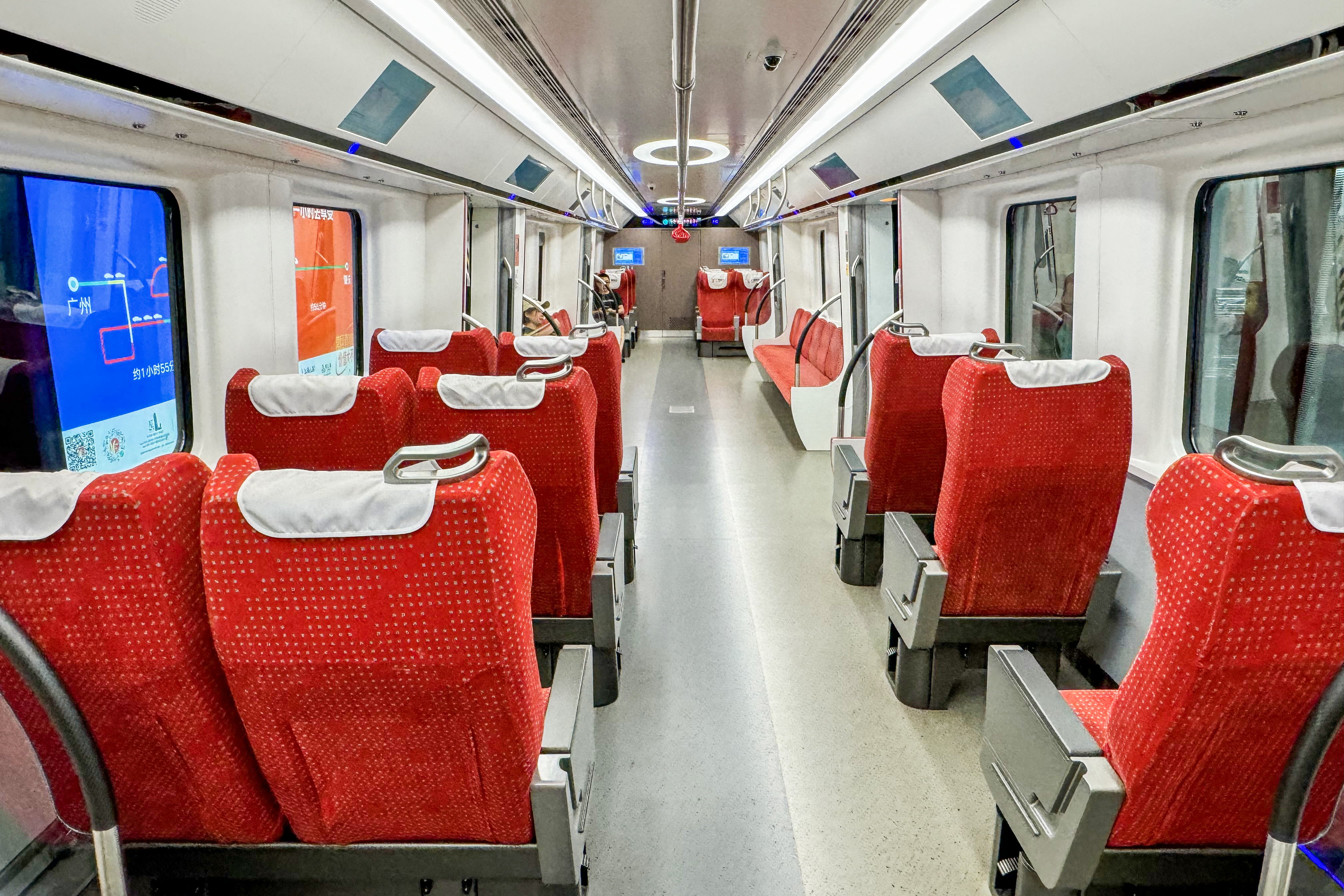
商务车厢内部

## 列車編组

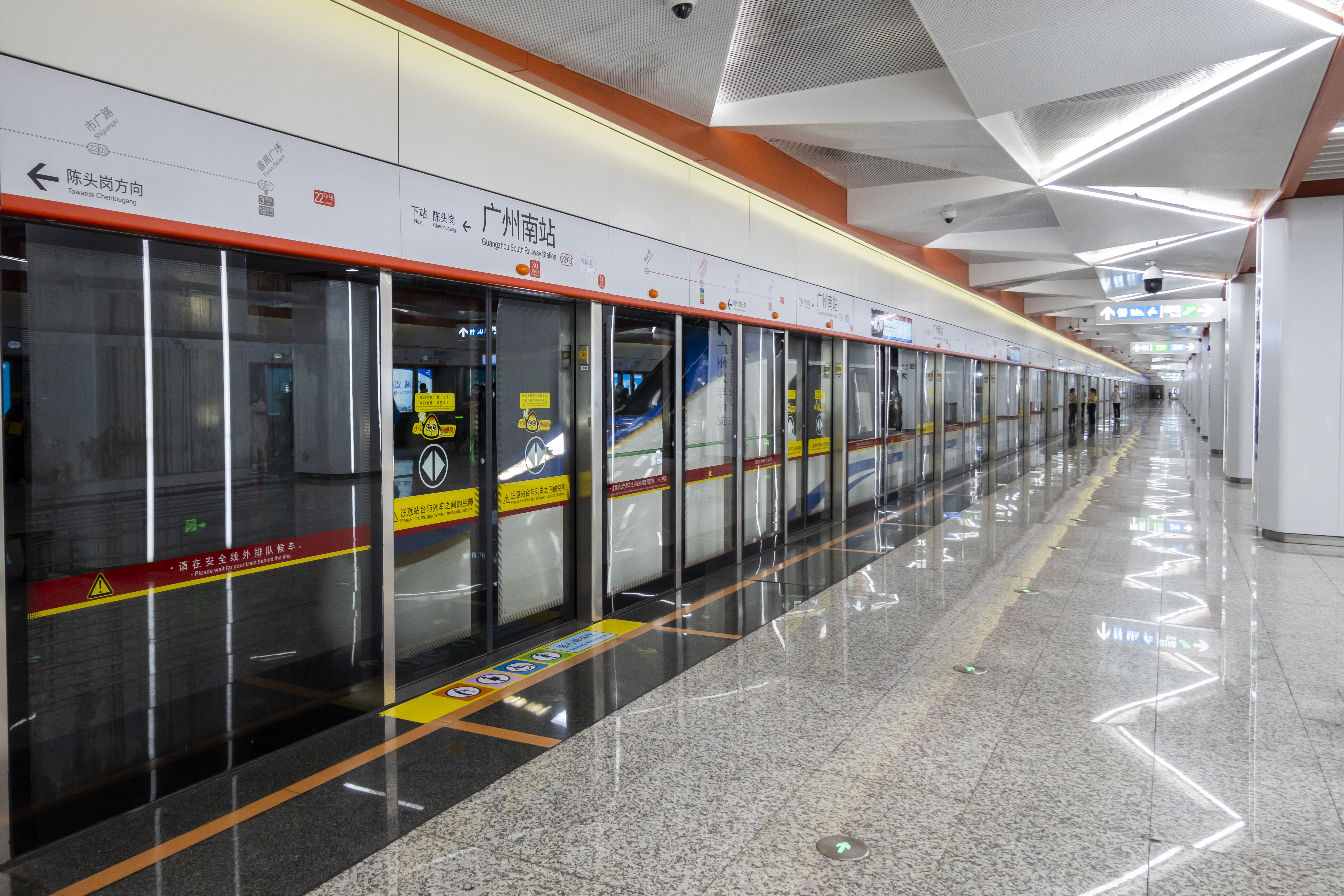
D1型列车（18x027-028）正在驶入22号线广州南站

十八號線D1型列車和二十二號線D2型列車均以8节编组为一列，由两个四编组的單元車組成。
十八號線D1型列車生產25列，其編號由 18x001-002 起至 18x049-050 止；二十二號線D2型列車生產15列，其編號由 22x001-002 起至 22x029-030 止。
由于两线信号系统、速度等级、列车车型均相同，因此列车也采用统一调度、混合运行的运营组织方式，D1型和D2型列車均会不定期在18号线或22号线行驶，每天派车不定。
|                                                     |                         | D1型、D2型 ←万顷沙方向 ←番禺广场方向冼村方向→ 陈头岗方向→ |                          |                          |                          |                          |                          |                          |                          |
| 单元车                                              | 单元车                  | D1 180×× D2 220×× （奇）                                  | D1 180×× D2 220×× （奇） | D1 180×× D2 220×× （奇） | D1 180×× D2 220×× （奇） | D2 180×× D2 220×× （偶） | D2 180×× D2 220×× （偶） | D2 180×× D2 220×× （偶） | D2 180×× D2 220×× （偶） |
| 车厢形式                                            | 车厢形式                | 1 A奇                                                     | 2 B奇                    | 3 C奇                    | 4 D奇                    | 5 D偶                    | 6 C偶                    | 7 B偶                    | 8 A偶                    |
| 受电弓                                              | 受电弓                  |                                                           | ＞                       |                          |                          |                          |                          | ＜                       |                          |
| 车厢类型                                            | 车厢类型                | Mc                                                        | Tp                       | M                        | M                        | M                        | M                        | Tp                       | Mc                       |
| 车厢设备                                            | 车厢设备                | 弱冷                                                      |                          |                          | 無障礙設施               | 無障礙設施               |                          |                          | 弱冷                     |
| 車厢編號                                            | 十八號線列車 （D1型）   | 18A001 : 18A049                                           | 18B001 : 18B049          | 18C001 : 18C049          | 18D001 : 18D049          | 18D002 : 18D050          | 18C002 : 18C050          | 18B002 : 18B050          | 18A002 : 18A050          |
| 車厢編號                                            | 二十二號線列車 （D2型） | 22A001 : 22A029                                           | 22B001 : 22B029          | 22C001 : 22C029          | 22D001 : 22D029          | 22D002 : 22D030          | 22C002 : 22C030          | 22B002 : 22B030          | 22A002 : 22A030          |
| Mc：带驾驶室的动力车；Tp：带受电弓的拖车；M：动力车 |                         |                                                           |                          |                          |                          |                          |                          |                          |                          |
| ：设有轮椅停放区                                    |                         |                                                           |                          |                          |                          |                          |                          |                          |                          |